# Kristof Vliegen
Kristof Vliegen (Maaseik, 22 juni 1982) is een Belgische voormalig tennisser. 

## Carrière

### Als speler
Hij is rechtshandig en is in 2001 toegetreden tot het profcircuit. In 2006 haalde hij de halve finale van het toernooi in Chennai en de finale van het ATP-toernooi in München. Daar speelde hij tegen Olivier Rochus, de eerste Belgische mannenenkelspelfinale ooit.

### Als coach
In 2013 werd hij coach van de Nederlander Tallon Griekspoor maar stopte in 2019 omwille van privéredenen. Hij werd opnieuw coach van Griekspoor in 2022 en bleef dit tot oktober 2024. Hij was van midden november 2024 tot begin mei 2025 coach van Zizou Bergs. Hij keerde eind juni 2025 toch weer terug naar Tallon Griekspoor. Met veel succes want Tallon pakte direct het ATP grastoernooi in Mallorca.

## Privéleven
In oktober 2009 kreeg Vliegen een relatie met de Nederlandse playmate Meike Schulte.

## Palmares
| Legenda                       | Legenda               |
| ----------------------------- | --------------------- |
| Grand Slam                    |                       |
| Olympische Spelen             |                       |
| tot 2009                      | vanaf 2009            |
| Tennis Masters Cup            | ATP Finals            |
| ATP Masters Series            | ATP Tour Masters 1000 |
| ATP International Series Gold | ATP Tour 500          |
| ATP International Series      | ATP Tour 250          |

### Enkelspel (2 runner-ups)
| Nr.                  | Datum             | Toernooi     | Ondergrond | Tegenstander in finale | Score         | Details       |
| -------------------- | ----------------- | ------------ | ---------- | ---------------------- | ------------- | ------------- |
| Verloren finales     |                   |              |            |                        |               |               |
| 1.                   | 30 december 2002  | ATP Adelaide | Hardcourt  | Nikolaj Davydenko      | 6-2, 7-6 (3)  | Details       |
| 2.                   | 1 mei 2006        | ATP München  | Gravel     | Olivier Rochus         | 6-4, 6-2      | Details       |
| Gewonnen challengers |                   |              |            |                        |               |               |
| 1.                   | 19 augustus 2002  | Genève       | Gravel     | Galo Blanco            | 6-2, 6-2      | 6-2, 6-2      |
| 2.                   | 12 mei 2003       | Zagreb       | Gravel     | Rubén Ramírez Hidalgo  | 6-1, 4-6, 6-0 | 6-1, 4-6, 6-0 |
| 3.                   | 29 september 2003 | Groningen    | Hardcourt  | Joachim Johansson      | 6-4, 6-4      | 6-4, 6-4      |
| 4.                   | 28 januari 2008   | Wrocław      | Hardcourt  | Jürgen Melzer          | 6-4, 3-6, 6-3 | 6-4, 3-6, 6-3 |
| 5.                   | 18 augustus 2008  | Genève       | Gravel     | Yuri Schukin           | 6-2, 6-1      | 6-2, 6-1      |
| 6.                   | 1 september 2008  | Düsseldorf   | Gravel     | Andreas Beck           | 6-0, 6-3      | 6-0, 6-3      |
| 7.                   | 22 september 2008 | Grenoble     | Hardcourt  | Alexandre Sidorenko    | 6-4, 6-3      | 6-4, 6-3      |
| 8.                   | 1 maart 2009      | Besançon     | Hardcourt  | Andreas Beck           | 6-2, 6-7, 6-3 | 6-2, 6-7, 6-3 |
| 9.                   | 6 juli 2009       | Scheveningen | Gravel     | Albert Montañés        | 4-2, opgave   | 4-2, opgave   |

### Dubbelspel (2 runner-ups)
| Nr.                          | Datum           | Toernooi      | Ondergrond    | Partner        | Tegenstanders in finale   | Score            | Details |
| ---------------------------- | --------------- | ------------- | ------------- | -------------- | ------------------------- | ---------------- | ------- |
| Verloren finales herendubbel |                 |               |               |                |                           |                  |         |
| 1.                           | 15 oktober 2006 | ATP Stockholm | Hardcourt (i) | Olivier Rochus | Paul Hanley Kevin Ullyett | 7-6(2), 6-4      | Details |
| 2.                           | 25 juli 2010    | ATP Atlanta   | Hardcourt     | Rohan Bopanna  | Simon Aspelin Paul Hanley | 6-4, 4-6, 6-7(4) | Details |

## Prestatietabel
| Legenda | Legenda                          |
| ------- | -------------------------------- |
| g.t.    | geen toernooi gehouden           |
| l.c.    | lagere categorie                 |
| –       | niet deelgenomen                 |
| G       | uitgeschakeld in de groepsfase   |
| 1R      | uitgeschakeld in de eerste ronde |
| 2R      | uitgeschakeld in de tweede ronde |
| 3R      | uitgeschakeld in de derde ronde  |
| 4R      | uitgeschakeld in de vierde ronde |
| KF      | uitgeschakeld in de kwartfinale  |
| HF      | uitgeschakeld in de halve finale |
| F       | de finale verloren               |
| W       | het toernooi gewonnen            |
| w-v     | winst/verlies-balans             |

### Prestatietabel grand slam, enkelspel
| Toernooi        | 2003 | 2004 | 2005 | 2006 | 2007 | 2008 | 2009 | 2010 |
| --------------- | ---- | ---- | ---- | ---- | ---- | ---- | ---- | ---- |
| Australian Open | –    | –    | –    | 3R   | 1R   | 2R   | 1R   | 1R   |
| Roland Garros   | –    | 1R   | 2R   | 1R   | 3R   | 1R   | 1R   | 1R   |
| Wimbledon       | –    | 1R   | –    | 2R   | 2R   | 1R   | 2R   | 1R   |
| US Open         | 1R   | 1R   | –    | 1R   | 1R   | –    | –    | 1R   |

### Prestatietabel grand slam, dubbelspel
| Toernooi        | 2003 | 2004 | 2005 | 2006 | 2007 | 2008 | 2009 | 2010 |
| --------------- | ---- | ---- | ---- | ---- | ---- | ---- | ---- | ---- |
| Australian Open | –    | –    | –    | 2R   | 2R   | 2R   | 1R   | 1R   |
| Roland Garros   | 2R   | –    | –    | 2R   | 3R   | 1R   | –    | 1R   |
| Wimbledon       | –    | –    | –    | 2R   | 2R   | 1R   | –    | 1R   |
| US Open         | –    | –    | –    | 3R   | 2R   | –    | –    | 1R   |